# Times Square Ball

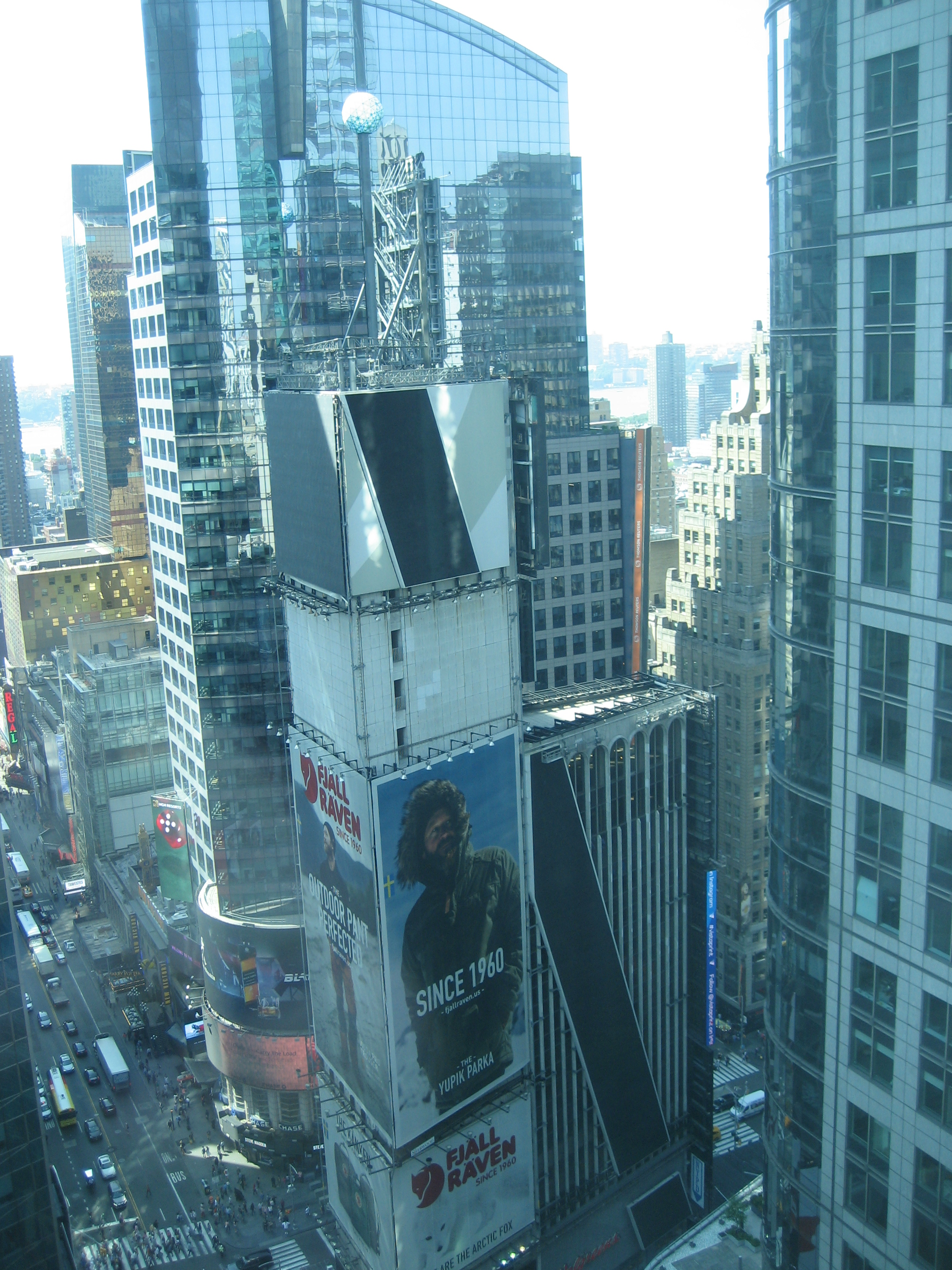
La Times Square Ball vista dall'alto

Il Times Square Ball è una grande sfera luminosa situata sulla sommità dell'edificio del Times  a Times Square a New York.
Il proprietario del Times, Adolph Ochs, oltre a battezzare la piazza con il nome del giornale, riuscì anche a far spostare lì le manifestazioni del Capodanno, che inizialmente si festeggiavano nella parte più a sud di Manhattan, vicino a Wall Street.
In precedenza l'arrivo del nuovo anno era festeggiato con dei fuochi d'artificio, ma in seguito le autorità cittadine cominciarono a vietare gli spettacoli pirotecnici. Così Ochs ebbe l'idea di riadattare tradizioni marinare facendo calare una sfera luminosa lungo il palo alla sommità dell'edificio del Times, chiamato One Times Square, che allora era il secondo più alto della città.
La prima sfera risale al 1907, ed era di ferro e legno, aveva un peso di 300 kg, e vi era installata sopra una raggiera di 100 lampadine. Da allora il Capodanno è sempre stato accompagnato dalla sfera luminosa, a eccezione del 1942 e del 1943, quando non fu possibile l'accensione a causa delle restrizioni dei consumi elettrici imposti dalla Seconda guerra mondiale.
Nel 1920 fu sostituita da una sfera in ferro del peso di 180 kg, a sua volta sostituita nel 1955 da un'altra in alluminio di appena 68 kg, che negli anni '80 venne modificata e resa somigliante ad una mela. Nel 2000, per celebrare il nuovo millennio, si utilizzò una nuova sfera prodotta da Waterford Crystal, avente un diametro di 1,8 m, peso di 490 kg, con 600 luci alogene e 96 luci stroboscopiche. Nel 2007, in occasione del centenario della sfera, ne venne introdotta un'altra dello stesso diametro, ma composta da oltre 9.500 luci a LED con la capacità di emettere oltre 16 milioni di sfumature cromatiche, il tutto con un consumo equivalente a circa quello di 10 tostapane.
Dal capodanno 2009, la sfera utilizzata ha un diametro di 3,6 m, pari al doppio della precedente, con una nuova struttura geodetica divisa in 2.688 triangoli e con 32.256 luci LED. Più di una tonnellata di coriandoli sono stati lanciati dalla sfera durante la festa di capodanno.

## Galleria d'immagini

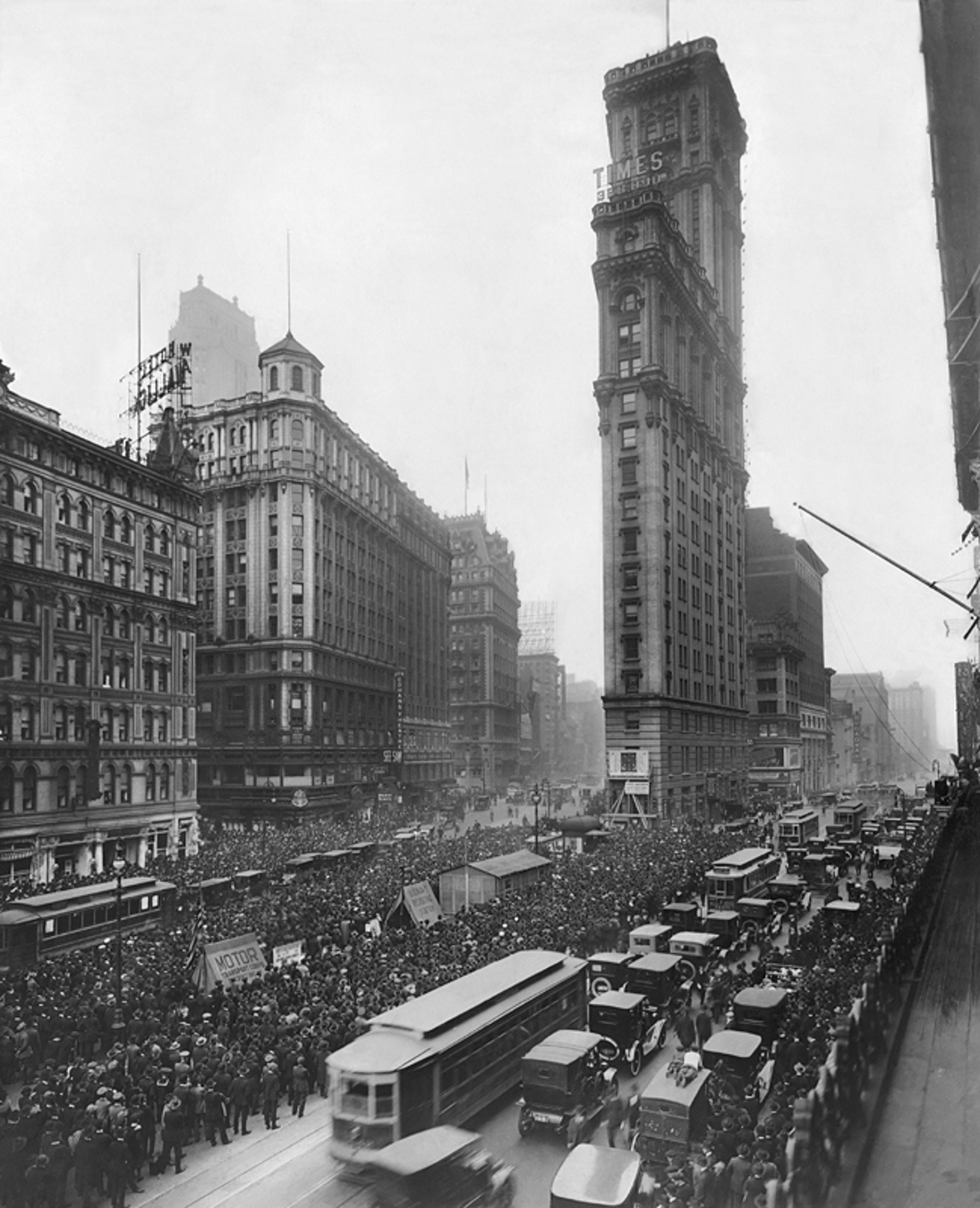
Il One Times Square nel 1919
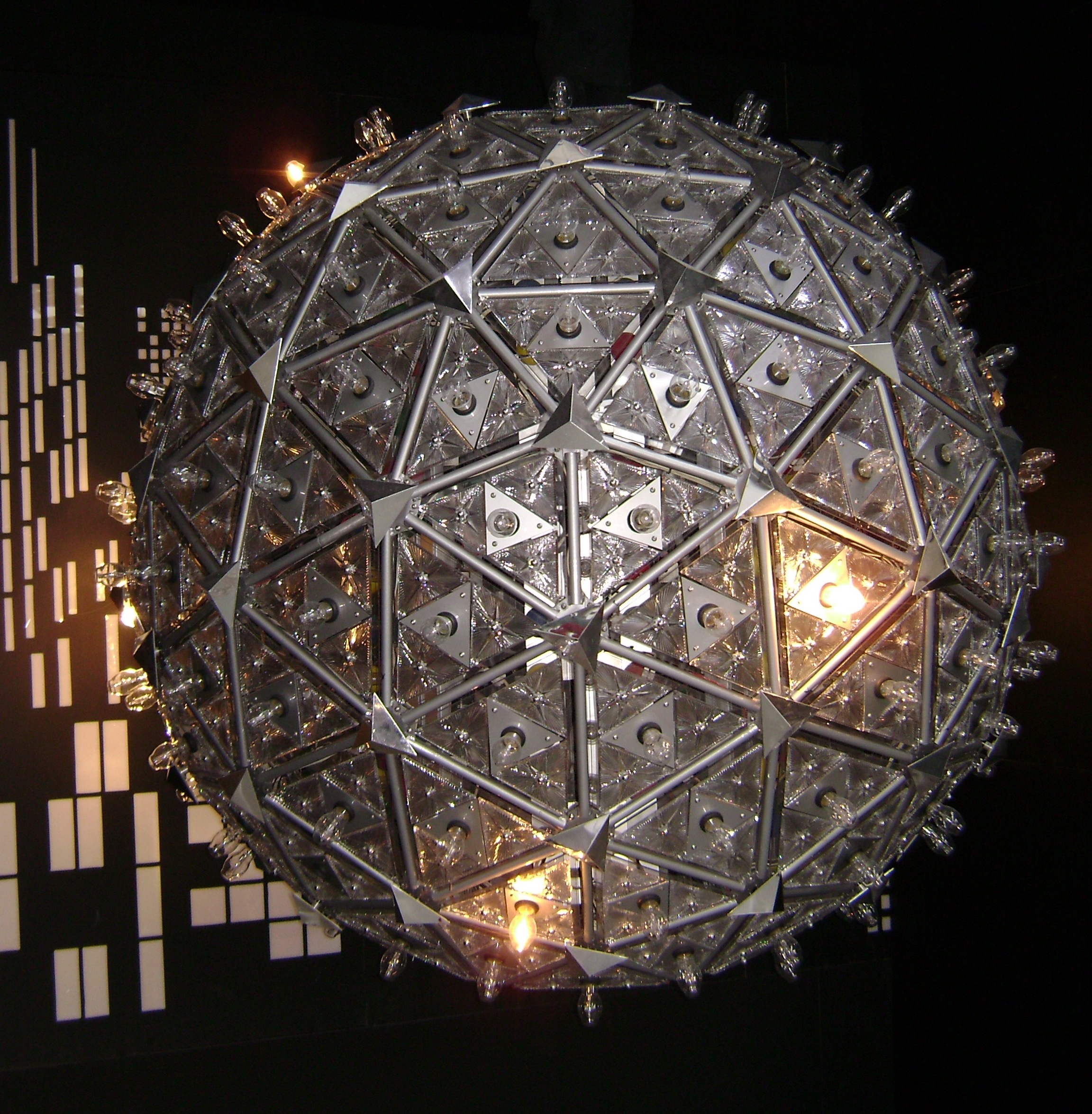
La palla usata per il nuovo millennio, corrispondente alla quarta
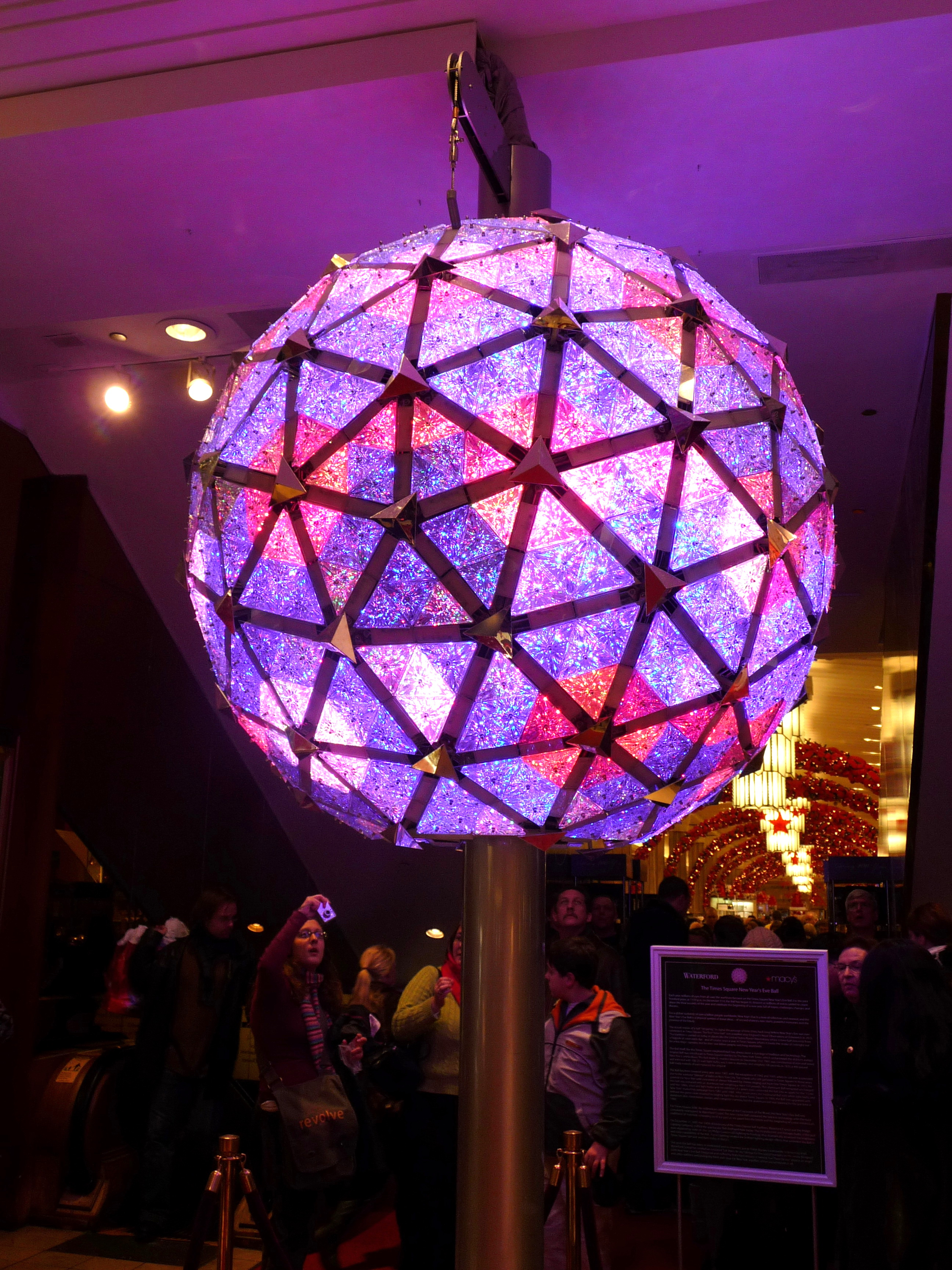
La palla usata per il centenario, ovvero la quinta
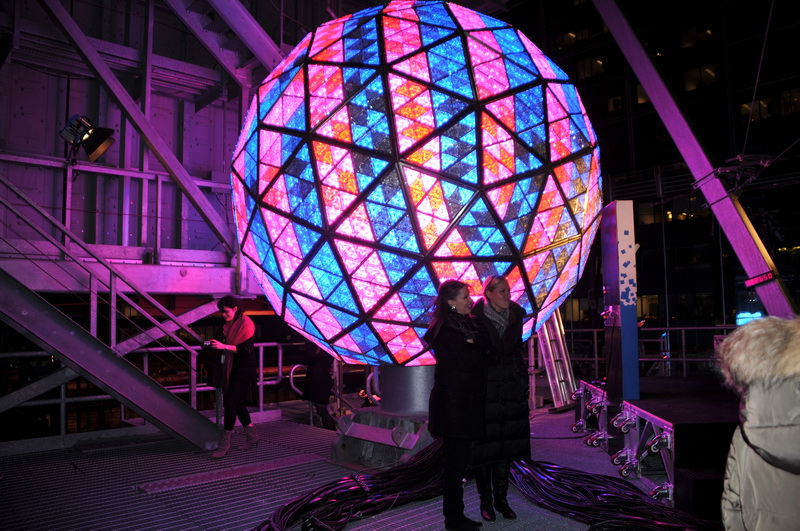
La palla attualmente in uso dal 2009
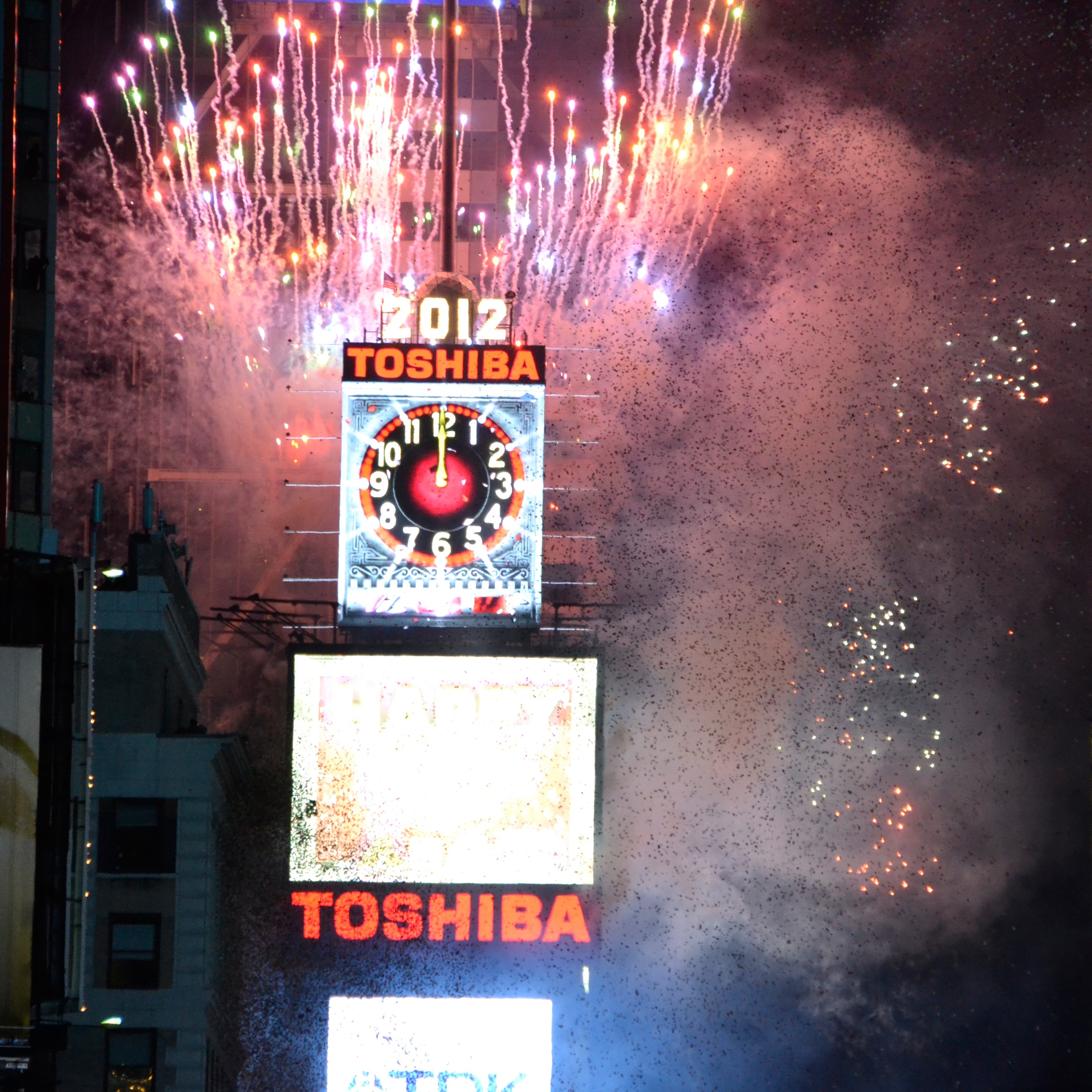
La palla con i fuochi d'artificio per il 2012